# Kunsthalle K2
Die Kunsthalle K2 ist ein Ausstellungsbehältnis für Zeitgenössische Kunst am Hauptplatz der Marktgemeinde Semriach in der Steiermark. Das Behältnis wurde 2002 vom Künstler Christian Eisenberger geschaffen.

## Behältnis
Die K2 ist die wahrscheinlich kleinste Kunsthalle der Welt. Sie hat die Größe einer Bananenschachtel (485 × 360 × 190 Millimeter) und ist nicht begehbar, dafür jedoch durchgehend geöffnet und quasi bei freiem Eintritt zu besichtigen. Die Ausstellung im Inneren kann durch vier Sehschlitze betrachtet werden. Dafür müssen die Besucher jedoch sprichwörtlich vor der Kunst in die Knie gehen. Somit ist die Kunsthalle selbst ein Kunstwerk.

## Ausstellungen
Nach der Gründung fanden unregelmäßig Ausstellungen statt, die Christian Eisenberger organisierte. Nach einer zehnjährigen Ausstellungspause wurde im Herbst 2015 mit der Kuratorin Stella Plapp die Ausstellungen wieder aufgenommen.
- 2003 Timm Ulrichs
- 2003 Kunst und Politik von Robert Adrian X[1]
- 2003 Betonmercedes von Gottfried Bechtold[1]
- 2004 Raymond Pettibon
- 2015 Künstler Überraschung mit Daniel Spoerri, Jonathan Meese, Heimo Zobernig[2]
- 2015 чан/Staub von Klaus Pichler[3]
- 2016 No Place To Hide von Eva Schlegel